# Nanorana conaensis
Nanorana conaensis är en groddjursart som först beskrevs av Fei och Huang in Huang 1981.  Nanorana conaensis ingår i släktet Nanorana och familjen Dicroglossidae. IUCN kategoriserar arten globalt som otillräckligt studerad. Inga underarter finns listade i Catalogue of Life.